# М'які Леви
М'які Леви  (англ. Stuffed Lions) — американська короткометражна кінокомедія режисера Чарльза Райснера 1921 року.

## У ролях
- Чарльз Райснер
- Лев